# Noctuelia fascialis
Noctuelia fascialis là một loài bướm đêm trong họ Crambidae.